# Михайловка (Курманаевский район)
Михайловка- село в Курманаевском районе Оренбургской области. Административный центр Михайловского сельсовета.

## История
Село Михайловка возникла в этих степях в 1780 году. Село было основано переселенцами из Самарской губернии. Родоначальником села был Михаил. Это имя и легло в основу названия селения.

## География
Расположено на левом берегу реки Бузулук в 17 км к юго-юго-западу от Курманаевки, в 50 км от города Бузулук, в 224 км к северо-западу от Оренбурга.

## Образование
В Михайловке работает школа и детский сад.

## Инфраструктура
- 5 продуктовых и 2 хозяйственный магазина.

- библиотека

## Транспорт
Вблизи западных окраин проходит автодорога Бузулук — Уральск и железная дорога Пугачёв — Красногвардеец (ближайшая станция Кретовка находится в 1,5 км к северо-западу от села).

## Население
| 2010 |
| ---- |
| 711  |

## Достопримечательности
Мемориал Великой Отечественной войны